# يوسي ماتياس
يوسي ماتياس (بالعبرية: יוסי מטיאס‏) هو رياضياتي وكبير الإداريين التنفيذيين وشخصية أعمال وعالم حاسوب إسرائيلي، ولد في القرن العشرين.